# Сохачевська Лідія Вікторівна
Лідія Вікторівна Сохачевська (нар. ? — пом. 1911, Ялта) — українська письменниця.

## Життєпис
Народилася у Новомосковському повіті Катеринославської губернії. Рік народження не відомий. Учителювала в народних школах Катеринослава, працювала в Катеринославському земстві, в нотаріальній конторі Сперанського і давала приватні уроки. Брала активну участь у катеринославському товаристві «Просвіта», відвідувала сімейні вечори, лекції, різні культурно-освітні заходи товариства. В Петербурзі Лідія Сохачевська навчалася на загальнопросвітніх курсах Черняєва, паралельно, через скрутне матеріальне становище змушена була працювати по 8 годин на день. Значну підтримку і частково матеріальну допомогу надавав Л. Сохачевській Д. І. Яворницький.
Її життя трагічно обірвалося у січні 1911 (м. Ялта) передчасною смертю через сухоти. Про її смерть сповістив катеринославський український часопис «Дніпрові хвилі» (1911, ч. 15), де також. надруковано вірші Дмитра Яворницького «Все йде, все минає» пам'яті Л. Сохачевської.

## Творчість
Свої перші твори Л. Сохачевська писала російською мовою, але згодом під впливом та за порадою Яворницького стала писати українською. Друкувалася в «Русской правде», «Рідному краї», «Світовій зірниці», «Добрій пораді», поетичній антології «Українська муза». В дитячому збірнику «Світло» (1908) було опубліковано її оповідання «Сашко».
Твори Л. Сохачевської вміщено в поетичній антології «Тридцять українських поетес» (Київ, 1969), до якої увійшли твори Олени Пчілки, Христі Алчевської, Дніпрової Чайки, Надії Кибальчич, Марії Загірньої та багатьох інших.